# Феодосий I (патриарх Александрийский)
Патриарх Феодо́сий I (греч. Πατριάρχης Θεοδόσιος Α΄; умер 22 июня 567) — патриарх Александрийский (535—536). Был последним Патриархом Александрийским, признававшимся как коптами, так и православными.

## Биография
9 февраля 535 года избран на Александрийскую кафедру при поддержке лидера антихалкидонитов Севира. В борьбе с юлианистом Гайяном был поддержан императором Юстинианом.
В 537 году, отказавшись признать Халкидонский Собор, был низложен и отправлен в крепость под Константинополем. На его место патриархом был избран халкидонит Павел Тавеннисиот. Многие египетские христиане продолжали признавать своим патриархом Феодосия. Этот раскол на сторонников и противников Халкидонского вероопределения продолжается в Александрийской Церкви до сего дня.
До конца жизни Феодосий находился в почетном заключении в Константинополе. После его смерти египетские антихалкидониты (копты) избрали его преемником Петра IV.
Память Феодосия отмечается в коптских синаскарях в 28-й день месяца бауне (22 июня ст.ст./5 июля н.ст.), в день его смерти.